# Tammaro De Marinis
Tammaro De Marinis (Napoli, 23 marzo 1878 – Firenze, 5 settembre 1969) è stato un antiquario, bibliografo e bibliofilo italiano.
Grande mercante e collezionista di libri antichi, studioso insigne della storia del libro e raccoglitore di antichi volumi, miniature, legature, De Marinis ha operato a Firenze ed è ritenuto il principe dei bibliofili italiani del secolo.

## Biografia
Tammaro de Marinis fece apprendistato nella bottega del libraio napoletano Riccardo Marghieri, dove conobbe il poeta Salvatore Di Giacomo e il filosofo Benedetto Croce a casa del quale Tammaro De Marinis passava i pomeriggi domenicali quando si trovava a Napoli.
Trasferitosi a Firenze, dapprima come collaboratore di Leo Olschki, aprì nel 1904 una propria libreria antiquaria, che chiuse nel 1924 dopo un ventennio di intensa e remunerativa attività commerciale trasferendo la propria azienda a Ulrico Hoepli.
In Italia i primi decenni del secolo avevano rappresentato un periodo di straordinaria fortuna per il commercio antiquario caratterizzato da una fase di espansione e sviluppo del mercato e dalla presenza di protagonisti d'eccezione.
Nel dopoguerra si dedicò principalmente alla sua opera di bibliografo. Egli fu il tramite dei maggiori acquisti della Fondazione Cini e alla Fondazione giunse infine anche parte della sua raccolta personale. Di particolare rilievo il suo lavoro di ricostruzione virtuale del patrimonio della Biblioteca degli Aragonesi di Napoli dispersa con la caduta degli Aragonesi; egli riuscì ad individuare centinaia di libri sparsi in tutto il mondo che erano appartenuti a questa biblioteca.
Tammaro De Marinis fu il promotore di «Cento amici del libro», associazione fondata a Milano nel 1939 insieme a Ugo Ojetti e alla marchesa Gilberta Serlupi Crescenzi. Il primo libro stampato dal tipografo Giovanni Mardersteig, a Verona, per i "Cento Amici del Libro",  in soli 120 esemplari fu l'Aminta del Tasso, con sette acqueforti di Francesco Chiappelli.
Il filosofo Giovanni Gentile fu assassinato innanzi al cancello di villa Montalto al Salviatino, alloggio messo a sua disposizione proprio dal bibliofilo Tammaro De Marinis.

## Biblioteca e archivio personale

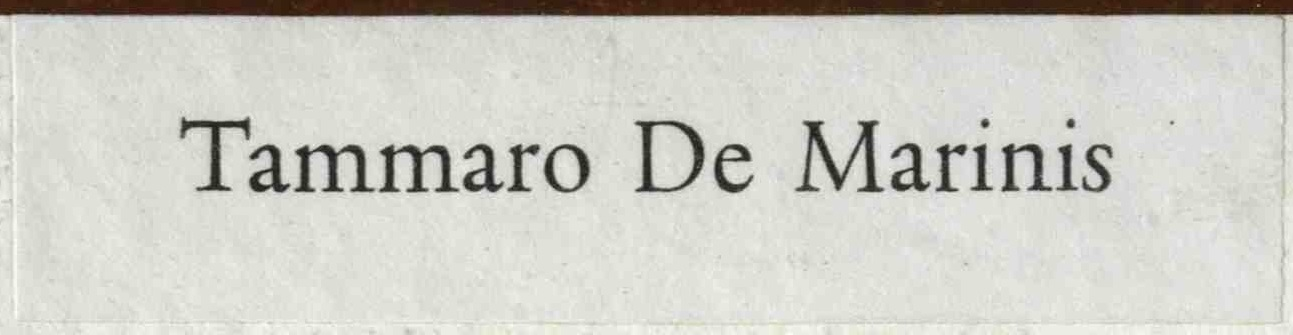
Ex libris di Tammaro De Marinis

Alla Fondazione Cini di Venezia è stato da lui donato un fondo di opere di bibliografia e di bibliologia. 74 lettere, di cui 11 scritte da lui, sono depositate nel Fondo Tammaro De Marinis del Gabinetto Vieusseux di Firenze.

## Scritti
- Tammaro De Marinis, Per la storia della tipografia napoletana nel secolo 15, in Bibliofilia, Firenze, Franceschini, 1904.
- Tammaro De Marinis, Aggiunte e correzioni all'Index di K. Buger, Firenze, De Marinis e C., 1904.
- Livres anciens rares et précieux mis en vente à la librairie ancienne T. De Marinis & C. : précédent des documents inédits concernant les librairies Allemandes à Naples au 15. siècle, Firenze, De Marinis e C., 1904.
- Tammaro De Marinis (a cura di), Il Castello di Monselice, raccolta degli antichi libri veneziani figurati, Verona, Bodoni, 1941.
- Tammaro De Marinis, Note bibliografiche, in Miscellanea Giovanni Mercati, Città del Vaticano, Biblioteca Apostolica Vaticana, 1946.
- Tammaro De Marinis, La biblioteca napoletana dei re d'Aragona, vol. 4, Milano, Hoepli, 1947-1952.
- Tammaro De Marinis, La liberazione di Alfonso d'Aragona prigioniero dei genovesi, Napoli, Società napoletana di storia patria, 1955.
- Tammaro De Marinis, Rilegature veneziane del XV e XVI secolo, Vicenza, Neri Pozza, 1955.